# Sjörövar-Fabbe
Sjörövar-Fabbe är en barnsång från barnfilmen Pippi Långstrump på de sju haven (1970), med musik av Georg Riedel och text skriven av Astrid Lindgren. I filmen sjöngs den av Pippi Långstrump (spelad av Inger Nilsson).

## Publikation
- Barnvisboken, 1977, som "Sjörövar Fabbe, farfars far" ("Sjörövar Fabbe")

## Inspelningar
En tidig inspelning gjordes av Inger Nilsson 1975 som B-sida till singeln Här kommer Pippi Långstrump 1975. Sången finns också inspelad med Johanna Grüssner (1995), samt Plura Jonsson (1999) och Siw Malmkvist och Tove Malmkvist

### Fotnoter
1. ↑  ”Svensk mediedatabas”. http://smdb.kb.se/catalog/id/001881148. Läst 19 maj 2011.
2. ↑  ”Svensk mediedatabas”. http://smdb.kb.se/catalog/id/001430335. Läst 19 maj 2011.
3. ↑  ”Svensk mediedatabas”. http://smdb.kb.se/catalog/id/001553999. Läst 19 maj 2011.